# Fabienne Barre
 (juin 2011).
Fabienne Barre est une photographe française née en 1950 à Grasse. La majeure partie de son travail est axée sur le paysage et ses mutations, réelles ou imaginaires, et sur le corps de la femme à travers ses transformations, choisies ou subies.

## Biographie
Dans ses travaux, en majeure partie consacrés au paysage, est posée la question de la représentation des lieux et de leurs métamorphoses. Dans cette poétique de l’espace, la frontière entre réel et imaginaire est souvent imperceptible comme dans ses séries Sainte-Victoire (1989-1990), Paysages éventuels et Passages (1991-1995), Au-delà de l’eau (1999) ou Amalgames (2001). Dans le même ordre d’idée, ses séries Épiphanies (1996-1997) autour de l’œuvre de James Joyce et L’ombre interne (2005) autour de celle de Marguerite Duras sont un aller et retour périlleux entre les textes de l’écrivain et son propre regard. Ses derniers travaux La vie au corps (2006) et Le corps en tête (2002-2006) poursuivent avec le corps féminin le travail engagé sur le paysage. 
Ces séries sont souvent constituées de tirages uniques effectués à l’agrandisseur à partir de deux ou plusieurs négatifs ou de monotypes à partir de calques, transparents et papiers graphiques. Depuis 2005, la couleur et la conception numérique font aussi partie de ses créations.
Elle travaille en 2006, sur les transformations du paysage du bassin minier de Gardanne. Le fond et la surface donne lieu en 2008 à quatre expositions produites par l'association VOIR et à la publication d'un livre coécrit par Jacques Leenhardt chez Créaphis. 